# John Alvin (artiste)
Cet article concerne l'artiste. Pour l'acteur, voir John Alvin.
John Henry Alvin (né le 24 novembre 1948 à Hyannis et mort le 6 février 2008 à Rhinebeck) est un artiste peintre américain,.

## Biographie
Il a illustré de nombreuses affiches de films comme Le shérif est en prison (1974), E.T., l'extra-terrestre (1982), Blade Runner (1982), Gremlins (1984), Les Goonies (1985), La Couleur pourpre (1985), La Petite Sirène (1989), La Belle et la Bête (1991), Batman : Le Défi (1992), Aladdin (1992), Le Roi Lion (1994), Space Jam (1996), Kuzco, l'empereur mégalo (2000), Harry Potter à l'école des sorciers (2001) ou encore Les Looney Tunes passent à l'action (2003). Il a également créé les affiches « d'anniversaire » de la saga Star Wars.